# 霊泉寺 (高山市)
霊泉寺（れいせんじ）は、岐阜県高山市にある真言宗泉涌寺派の寺院。山号は集雲山。飛騨三十三観音霊場10番札所である。

## 歴史
創建年について、開祖不詳の古寺を天正年間に三木自綱が再興したと伝わるが、三木氏の滅亡とともに衰退して現在には伝わっていない。正保元年（1644年）、一如素心尼が当地で生きながら入定したといわれ、これを以って中興としている。延宝5年（1677年）に飛騨の国主の金森氏の家臣だった金森将監らが愛染堂を立てる。寺の裏手に枯れることのない泉があったため、霊泉寺と号した。この愛染堂は現在も残り、高山市の文化財となっている。
明治時代には梅村速水高山県知事が、山の中腹にあるこの地に與楽亭という別荘を設けている。1951年（昭和26年）、愛染堂を除いた伽藍が焼失した。現在の伽藍はその後再建されたものである。
寺宝として円空作の愛染明王像を所蔵しており、高山市の文化財に指定されている。